# Chaetodontoplus poliourus
Chaetodontoplus poliourus is een straalvinnige vissensoort uit de familie van de engel- of keizersvissen (Pomacanthidae). De wetenschappelijke naam van de soort is voor het eerst geldig gepubliceerd in 2009 door Randall & Rocha.